# Calico Joe
Calico Joe is de vertaalde roman van John Grisham met als Nederlandse titel “Vergiffenis”. De auteur verandert de 1973-geschiedenis van de Amerikaanse honkbalcompetitie. In de National League oost van dat jaar streden zes ploegen tot het einde voor de winst. John Grisham vult fictief het team van de New York Mets aan met zijn romanfiguur de 34-jarige pitcher Warren Tracey en het team van de Chicago Cubs met de 21-jarige rookie Joe Castle. Het verhaal wordt dertig jaar later verteld door de in 1973 11-jarige Paul Tracey.

## Hoofdpersonen uit 1973
- Warren Tracey, een 34-jarige werper van de New York Mets. Hij staat bekend wegens alcoholmisbruik. Warren is getrouwd en heeft een elfjarige zoon Paul en een dochter Jill. Hij heeft een strikte opvatting over wie de baas is op het honkbalveld. De werper bepaalt wat er gebeurt en al te goede slagmensen worden geïntimideerd met worpen op hun lichaam.
- Paul Tracey is de 11-jarige zoon van de beroemde vader. Hij is zelf werper bij de jeugd en zijn vader pakt hem hard aan inzake het professioneel werpen. Paul is zelf een meer dan fanatiek honkbalfan. Hij woont in New York waar zijn vader bij de Mets speelt.
- Joe Castle bekend als "Calico Joe" is een fantastische eerstejaars speler van de Chicago Cubs, tevens eerstehonkman. Na 16 wedstrijden voert hij alle statistieken als slagman aan.

## Verhaal
Honkbalfan Paul Tracey wordt gedurende het honkbalseizoen 1973 van de National League gegrepen door de enorme spanning tussen zes gelijkwaardige teams. Hij is net als veel jonge jongens een bewonderaar van Joe Castle van de Chicago Cubs. Tijdens een van de beslissende wedstrijden van het seizoen gaat hij met zijn moeder naar de thuiswedstrijd van de New York Mets tegen de Chicago Cubs. Hij ziet in de eerste slagbeurt Joe een homerun staan op een worp van zijn vader, die werper bij de New York Mets is. Tot zijn ontzetting treft zijn vader Joe in zijn tweede slagbeurt keihard op het hoofd. Joe wordt in coma afgevoerd en is voor de rest van zijn leven gedeeltelijk invalide. Warren wordt enkele weken later door zijn club ontslagen.
Dertig jaar later krijgt Paul van de vijfde vrouw van zijn vader, Agnes, te horen dat alvleesklierkanker is geconstateerd en dat Warren nog maar kort te leven heeft. Paul weet met enige chantage een gesprek tot stand te brengen met fotosessie tussen Warren en Joe, die elkaar na het incident nooit meer gesproken hebben. Warren biedt stuntelig excuses aan en die worden geaccepteerd. Joe heeft na het incident het levenslange betaalde beheer geschonken gekregen van het honkbalveld in zijn woonplaats Calico Rock. Op aandringen van Joe en Warren besluit Paul het boek te gaan schrijven over het incident, na de dood van zijn vader.
De kern van het boek is of pitcher Warren per ongeluk Joe bijna doodgooide of dat het zijn strategie was. Uit zijn jeugdherinneringen en zijn dagboek weet Paul aan het eind van het boek het zeker. Zijn vader was ervan doordrongen dat gevaarlijke slagmensen niet alleen geïntimideerd mochten worden door de werper, maar ook fysiek uit de wedstrijd moesten worden gegooid. De verminkende worp was opzet.

### Nawoord
Onder grote druk van zijn Engelse uitgever bevat het boek tot slot een twintigtal bladzijden met de uitleg van het honkbalspel en de belangrijkste spelregels.

## Bestseller 60
| Boeken met noteringen in de Nederlandse Bestseller 60 | Jaar van verschijnen | Datum van binnenkomst | Hoogste positie | Aantal weken | Opmerkingen |
| ----------------------------------------------------- | -------------------- | --------------------- | --------------- | ------------ | ----------- |
| Vergiffenis                                           | 2012                 | 18-04-2012            | 22              | 5            |             |